# 自衛隊島根地方協力本部
自衛隊島根地方協力本部（じえいたいしまねちほうきょうりょくほんぶ、Shimane Provincial Cooperation Office）は、島根県松江市向島町134-10（松江地方合同庁舎4階）に所在する、自衛隊地方協力本部のひとつ。陸・海・空自衛隊共同の機関だが、通常は陸上自衛隊の中部方面総監の指揮監督下にある。管轄する地域における防衛省・自衛隊の総合窓口として島根県管内で活動する。

## 沿革
- 1956年（昭和31年）8月1日 - 自衛隊島根地方連絡部が編成される
- 2006年（平成18年）7月31日 - 自衛隊島根地方協力本部に改編される
- 2009年（平成21年）4月27日 - 島根県松江市学園1-1-14から現在地に移転する

## 出先機関
- 東部地区隊
  - 松江募集案内所　担当地区：松江市、安来市、仁多郡
  - 出雲地域事務所　担当地区：出雲市、雲南市、簸川郡、飯石郡
  - 隠岐の島駐在員事務所　担当地区：隠岐郡
- 西部地区隊
  - 大田地域事務所　担当地区：大田市、江津市(旧江津市江の川東側地区・旧桜江町)、邑智郡
  - 益田地域事務所　担当地区：益田市、鹿足郡
  - 浜田出張所　担当地区：浜田市、江津市(旧江津市江の川西側地区)
- 援護センター出雲分室　（出雲駐屯地内）

## 主要幹部
| 官職名                   | 階級    | 氏名     | 補職発令日     | 前職                             |
| ------------------------ | ------- | -------- | -------------- | -------------------------------- |
| 自衛隊島根地方協力本部長 | 1等陸佐 | 山口勇人 | 2024年03月28日 | 統合幕僚学校国際平和協力センター |

| 代 | 階級    | 氏名     | 在職期間                                                    | 出身校・期              | 前職                                        | 後職                                  |
| -- | ------- | -------- | ----------------------------------------------------------- | ----------------------- | ------------------------------------------- | ------------------------------------- |
| 01 | 2等陸佐 | 山崎皎   | 1956年08月01日 - 1958年07月31日                             | 中央大学 昭和16年卒     | 陸上幕僚監部総務課総務班長 兼 人事班長      | 竹橋駐とん地業務隊長                  |
| 02 | 1等陸佐 | 種光明   | 1958年08月01日 - 1961年07月31日                             | 陸士46期・ 陸大59期     | 陸上自衛隊富士学校勤務                      | 第8普通科連隊長 兼 海田市駐とん地司令 |
| 03 | 1等陸佐 | 金本康隆 | 1961年08月01日 - 1963年07月31日                             | 陸士44期                | 陸上自衛隊九州地区補給処副処長              | 中部方面総監部付                      |
| 04 | 2等陸佐 | 猿渡栄次 | 1963年08月01日 - 1966年03月15日                             | 陸士52期                | 第13特科連隊第1大隊長 兼 出雲駐とん地司令   | 福岡駐とん地業務隊長                  |
| 05 | 2等陸佐 | 楠城勲   | 1966年03月16日 - 1969年03月16日 ※1967年07月01日 1等陸佐昇任 | 陸士50期                | 第2師団司令部監察官 （2等陸佐）             | 中部方面総監部監察官                  |
| 06 | 2等陸佐 | 斎藤訓生 | 1969年03月17日 - 1971年03月15日 ※1970年01月01日 1等陸佐昇任 | 陸士56期                | 第13師団司令部第1部長 （2等陸佐）           | 第11特科連隊長                        |
| 07 | 1等陸佐 | 三上博康 | 1971年03月16日 - 1972年07月16日                             | 海兵74期                | 第2師団司令部第1部長                        | 第16普通科連隊長 兼 大村駐とん地司令  |
| 07 | 1等陸佐 | 池田進一 | 1972年07月17日 - 1974年07月15日                             | 陸士59期                | 陸上自衛隊幹部学校学校教官                  | 東部方面総監部募集課長                |
| 08 | 1等陸佐 | 原本辰男 | 1974年07月16日 - 1976年03月15日                             | 陸経7期                 | 陸上幕僚監部補給課総括班長                  | 第13師団司令部勤務                    |
| 09 | 1等陸佐 | 小野雅章 | 1976年03月16日 - 1978年03月15日                             | 中央大学 昭和28年卒     | 第1混成団本部勤務                           | 第31普通科連隊長                      |
| 10 | 1等陸佐 | 山口孝治 | 1978年03月16日 - 1980年03月16日                             | 福岡商科大学            | 陸上自衛隊富士学校勤務                      | 第4陸曹教育隊長 兼 松山駐とん地司令   |
| 11 | 1等陸佐 | 足達至正 | 1980年03月17日 - 1982年03月15日                             | 高知大学                | 第8施設群長                                 | 第5施設団副団長                       |
| 12 | 1等陸佐 | 川口潔   | 1982年03月16日 - 1983年07月31日                             | 近畿大学 昭和29年卒     | 第15普通科連隊長                            | 第2混成団副団長                       |
| 13 | 1等陸佐 | 鈴木英夫 | 1983年08月01日 - 1985年08月07日                             | 防大1期                 | 陸上幕僚監部装備部需品課総括班長            | 東部方面総監部人事部募集課長          |
| 14 | 1等陸佐 | 矢野義興 | 1985年08月08日 - 1988年07月31日                             | 松山商科大学 昭和32年卒 | 陸上自衛隊幹部学校学校教官                  | 第2混成団本部勤務                     |
| 15 | 1等陸佐 | 市川淳   | 1988年08月01日 - 1990年03月15日                             | 防大8期                 | 陸上幕僚監部装備部施設課建設班長            | 東部方面総監部装備部長                |
| 16 | 1等陸佐 | 稲垣純通 | 1990年03月16日 - 1992年03月31日                             | 防大8期                 | 第7高射特科連隊長 兼 静内駐屯地司令         | 陸上自衛隊高射学校第1教育部長         |
| 17 | 1等陸佐 | 相樂允   | 1992年04月01日 - 1993年06月30日                             | 防大14期                | 第4師団司令部第3部長                        | 第13普通科連隊長 兼 松本駐屯地司令    |
| 18 | 事務官  | 松本実   | 1993年07月01日 - 1995年06月29日                             | 京都大学 昭和51年卒     | 技術研究本部第1研究所管理部 総務課長        | 防衛施設庁労務部労務管理課長          |
| 19 | 1等陸佐 | 黒木八郎 | 1995年06月30日 - 1997年07月31日                             | 中央大学 昭和42年卒     | 第1特科連隊長 兼 駒門駐屯地司令             | 陸上自衛隊富士学校特科部副部長        |
| 20 | 1等陸佐 | 桐淵定訓 | 1997年08月01日 - 1999年07月31日                             | 防大13期                | 陸上自衛隊富士学校普通科部 教育課長         | 第1混成団副団長                       |
| 21 | 1等陸佐 | 川口等   | 1999年08月01日 - 2001年07月31日                             | 防大16期                | 陸上幕僚監部装備部武器・化学課 化学室長     | 陸上自衛隊化学学校教育部長            |
| 22 | 事務官  | 井上一徳 | 2001年08月01日 - 2003年07月31日                             | 横浜国立大学 昭和61年卒 | 防衛庁人事教育局人事第1課                   | 防衛施設庁施設部施設調整官            |
| 23 | 1等陸佐 | 古原康孝 | 2003年08月01日 - 2005年07月31日                             | 防大25期                | 第30普通科連隊長 兼 新発田駐屯地司令        | 陸上自衛隊研究本部主任研究開発官      |
| 24 | 1等陸佐 | 加藤誠   | 2005年08月01日 - 2007年07月31日                             | 防大22期                | 第22普通科連隊長                            | 第13旅団司令部幕僚長                  |
| 25 | 1等陸佐 | 吉永春雄 | 2007年08月01日 - 2009年07月31日                             | 防大22期                | 中央野外通信群長                            | 通信団副団長                          |
| 26 | 1等陸佐 | 森茂敏   | 2009年08月01日 - 2011年07月31日                             | 防大26期                | 陸上自衛隊武器学校第1教育部長               | 陸上自衛隊関西補給処桂支処長          |
| 27 | 1等陸佐 | 藤木隆志 | 2011年08月01日 - 2013年03月31日                             | 防大28期                | 第3特科隊長 兼 姫路駐屯地司令               | 中部方面総監部監察官                  |
| 28 | 1等陸佐 | 山口芳正 | 2013年04月01日 - 2014年11月30日                             | 防大30期                | 陸上幕僚監部人事部人事計画課 予備自衛官室長 | 陸上自衛隊富士学校普通科部副部長      |
| 29 | 1等陸佐 | 堀征己   | 2014年12月01日 - 2016年11月30日                             | 防大32期                | 陸上自衛隊幹部学校学校教官                  | 東部方面混成団副団長                  |
| 30 | 1等陸佐 | 長谷川敬 | 2016年12月01日 - 2019年03月22日                             | 防大34期                | 陸上幕僚監部人事部人事計画課 予備自衛官室長 | 北部方面総監部情報部長                |
| 31 | 1等陸佐 | 高橋洋二 | 2019年03月23日 - 2022年03月13日                             | 防大37期                | 第2特科連隊長                               | 西部方面特科隊副隊長                  |
| 32 | 1等陸佐 | 中畑晶広 | 2022年03月14日 - 2024年03月27日                             | 防大40期                | 中部方面会計隊長                            | 統合幕僚学校教育課教育管理班長        |
| 33 | 1等陸佐 | 山口勇人 | 2024年03月28日 -                                            | 防大41期                | 統合幕僚学校国際平和協力センター            |                                       |